# عبد القادر عيسى
عبد القادر بن عبد الله بن قاسم بن محمد بن عيسى عزيزي الحلبي الشاذلي، أحد أبرز علماء أهل السنة والجماعة ومن أعلام التصوف السني في القرن الخامس عشر الهجري، وشيخ الطريقة الشاذلية في سوريا في عصره، يصل نسبه إلى الحسين بن علي.

## حياته
ولد بحلب سنة 1338 هـ الموافق 1920، وطلب العلم مبكراً، فصحب عدد من العلماء منهم الشيخ محمد زمار والشيخ أحمد معود، وصحب الشيخ حسن حساني شيخ الطريقة القادرية الصوفية، وبعد ذلك درس في المدرسة الشعبانية في عام 1949 لمدة 6 سنوات. بعد ذلك سافر إلى دمشق والتقى بكثير من علمائها، فصحب الشيخ محمد الهاشمي التلمساني شيخ الطريقة الشاذلية سنة 1952 إلى أن توفي الهاشمي سنة 1961، وقبل وفاته بثلاث سنين أذن له بالتربية والإرشاد على الطريقة الشاذلية. استمر الشيخ عبد القادر إماماً وخطيباً في مسجد ساحة حمد إلى أن انتقل، إلى جامع العادلية، ثم بدأ بتدريس مختلف العلوم، وتربية التلاميذ حتى انتشرت طريقة الشيخ في معظم سوريا بالإضافة إلى الأردن وتركيا ولبنان والعراق. ترك كتاباً سماه «حقائق عن التصوف» انتشر وتُرجم إلى اللغة الإنجليزية والتركية كتب فيه منهجه في التصوف.

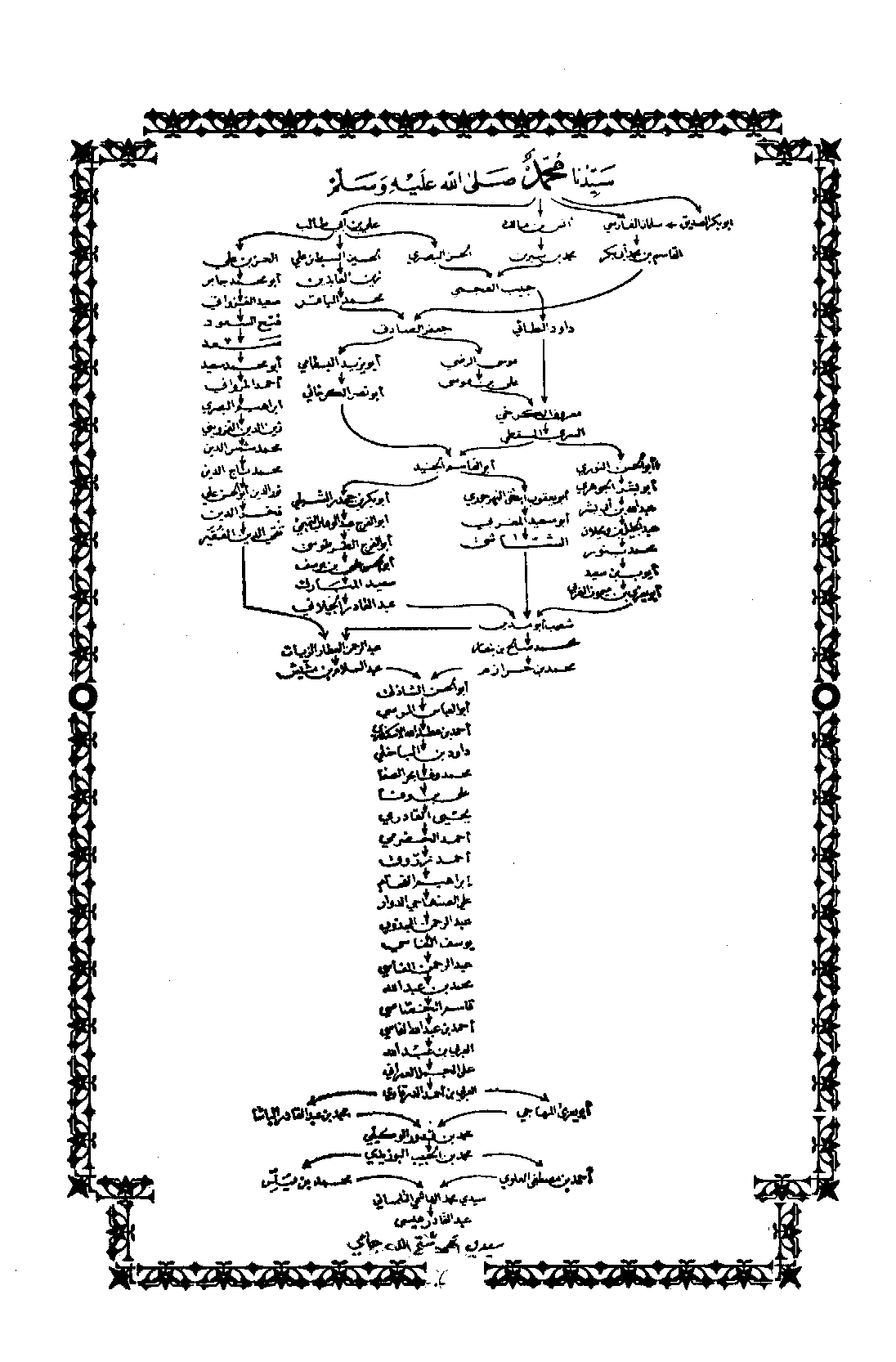
سند الطريقة الشاذلية يظهر فيها اسم «عبد القادر عيسى»

## وفاته
في سنة 1991 سافر إلى تركيا حيث يقيم تلميذه الشيخ أحمد فتح الله جامي، فاشتد عليه المرض هناك، فأُدخل المشفى في مدينة مرعش حيث يقيم تلميذه وخليفته من بعد الشيخ أحمد فتح الله جامي ، ثم نُقل بعد ذلك إلى أسطنبول ودخل أحد مشافيها، حتى تُوفي الشيخ عبد القادر يوم السبت الساعة السادسة 18 ربيع الثاني 1412 هـ الموافق 26 أكتوبر 1991، وذلك في أسطنبول في تركيا ودُفن بمقبرة أبي أيوب الأنصاري.

## خليفته
وقد أسند وصيته بقيادة الجماعة خليفته وتلميذه الشيخ أحمد فتح الله جامي